# 유라실
유라실(영어: uracil, U)은 리보핵산(RNA)에서 발견되는 4가지 핵염기들 중 하나이다. 나머지 핵염기들은 아데닌(A), 사이토신(C), 구아닌(G)이다. RNA에서 유라실은 두 개의 수소 결합을 통해 아데닌과 염기쌍을 형성한다. DNA에서 유라실은 티민으로 대체된다. 유라실은 티민의 탈메틸화된 형태이다.
유라실은 자연에서 일반적으로 생성되는 피리미딘 유도체이다. "유라실"이란 이름은 요산의 유도체를 합성하려고 시도한 독일의 화학자 로베르트 베렌트(Robert Behrend)에 의해 1885년에 처음 만들어졌다. 유라실은 1900년에 알베르토 아스콜리에 의해 처음 발견되었으며, 효모 핵산의 가수분해에 의해 분리되었다. 또한 유라실은 소의 가슴샘(흉선)과 비장(지라), 청어의 정자, 밀의 싹에서도 발견되었다. 유라실은 빛을 흡수하는 능력을 가진 평면 구조의 불포화 화합물이다.
머치슨 운석(Murchison meteorite)에서 발견되는 유기 화합물의 12C/13C 동위원소의 비율을 근거로 하여 유라실, 잔틴 및 관련 분자들도 외계의 우주로부터 생성될 수 있다고 믿어지게 되었다.
2012년에 토성을 중심으로 궤도를 도는 카니시 탐사선이 보낸 데이터의 분석은 타이탄의 표면 조성이 유라실을 포함할 수 있다는 것을 보여주었다.

## 특성
RNA에서 유라실은 아데닌과 염기쌍을 형성하고 전사 과정에서 DNA의 티민은 RNA에서 유라실로 대체된다. 유라실이 메틸화되면 티민이 생성된다. DNA에서 유라실이 티민으로 대체된 것은 DNA의 안정성을 증가시키고, DNA 복제의 효율을 향상시킬 수 있다. 아데닌과 염기쌍을 형성할 때, 유라실은 수소 결합 수용체 및 수소 결합 공여체로 둘 다 작용한다. RNA에서 유라실은 리보스와 결합하여 리보뉴클레오사이드인 유리딘을 형성한다. 유리딘에 인산이 결합하면, 유리딘 일인산(UMP)가 생성된다.
유라실은 아마이드-이미드산의 호변 이성질체 전환을 겪는다. 왜냐하면 형식적인 방향족성의 결여로 인해 분자가 가질 수 있는 핵 불안정성이 고리형 아마이드의 안정성에 의해 보상될 수 있기 때문이다. 아마이드 호변 이성질체는 락탐 구조로 언급되고, 이미드산 호변 이성질체는 락팀 구조로 언급된다. 이들 호변 이성질체 형태는 pH 7에서 우세하다. 락탐 구조는 유라실의 가장 일반적인 형태이다.
|  |

또한 유라실은 일련의 포스포리보실트랜스퍼레이스 반응을 거쳐 뉴클레오타이드를 형성한다. 유라실이 분해되면 아스파르트산, 이산화 탄소, 암모니아가 생성된다.
C4H4N2O2 → H3NCH2CH2COO− + NH4+ + CO2
유라실의 산화 분해는 과산화 수소(H2O2) 와 Fe2+의 존재 하에 또는 산소(O2)와 Fe2+의 존재 하에 요소와 말레산을 생성한다.
유라실은 약산이다. 유라실의 첫 번째 이온화 자리는 알려져 있지 않다. 음전하는 산소 음이온에 위치하며, pKa 값은 12 이하이다. 기본 pKa = -3.4 이고, 산성 pKa = 9.389이다. 기체 상태에서 유라실은 물보다 산성인 4개의 부위를 갖는다.

### DNA에서
유라실은 DNA에서 거의 발견되지 않는데, 이것은 유전적 안정성을 높이기 위한 진화적인 변화였을 수도 있다. 이는 사이토신이 탈아미노화를 통해 자발적으로 유라실을 생성할 수 있기 때문이다. 따라서, DNA에 유라실을 사용하는 생명체가 있다면, 사이토신(구아닌과 염기쌍을 형성)의 탈아미노화는 DNA 합성 중에 유라실(아데닌과 염기쌍을 형성)의 형성을 초래할 것이다. 유라실-DNA 글리코실레이스는 이중 가닥 DNA에서 유라실 염기를 제거한다. 따라서 유라실-DNA 글리코실레이스는 자연적으로 결합되어 있는 유라실과 사이토신의 탈아미노화를 통해 생성된 유라실을 모두 인식하고 제거하여 불필요하고 부적절한 DNA 복구 과정을 유발시킬 수 있다.
이러한 문제는 진화 과정에서 유라실의 메틸화에 의해 해결된 것으로 생각된다. 티민은 메틸화된 유라실이다. 따라서 유전 정보의 장기 저장을 위해 오랜 시간의 진화 과정동안 DNA의 유라실이 티민으로 대체되어, 티민이 유라실 대신에 DNA의 표준 염기가 되었다는 가설이다. 그래서 세포들은 DNA가 아닌 RNA에서 유라실을 계속 사용하는데, RNA는 DNA보다 수명이 짧고 어떠한 유라실과 관련된 오류도 영속적인 손상을 초래하지 않기 때문이다. 분명한 건, RNA에서 유라실을 보다 복잡한 티민으로 대체하도록 하는 진화적인 압력이 없었거나, 유라실은 티민이 가지지 못한 RNA에 유용한 화학적 특성을 가졌기 때문일 것이다. 그렇지만 다음과 같이 유라실을 가지고 있는 DNA도 있다.
- 몇몇 파지의 DNA
- 내시류의 발생 과정
- 척추 동물의 항체 합성 과정 중 과돌연변이

## 합성
2009년 10월에 발표된 학술 논문에서 NASA의 과학자들은 우주와 같은 조건에서 자외선에 노출시킴으로써 피리미딘으로부터 유라실을 생성했다고 보고했다. 이것은 RNA 세계에서 유라실에 대한 하나의 가능한 유래가 판스페르미아설 일 수도 있음을 시사한다. 보다 최근인 2015년 3월에 NASA의 과학자들은 처음으로 운석에서 발견된 피리미딘과 같은 시작 화학물질을 사용하여 우주 공간과 비슷한 조건의 실험실에서 유라실, 사이토신, 티민을 포함한 DNA와 RNA의 복잡한 유기 화합물이 추가로 형성되었다고 보고했다. 과학자들에 따르면, 우주에서 발견되는 탄소가 가장 풍부한 화학물질인 다환 방향족 탄화수소처럼 피리미딘은 적색거성 또는 우주 먼지와 성간운에서 형성되었을 가능성이 있다.
실험실에서 유라실을 합성하는 다양한 방법들이 있다. 사이토신에 물을 첨가하여 유라실과 암모니아를 생성하는 것이 가장 간단한 합성 반응이다.
C4H5N3O + H2O → C4H4N2O2 + NH3
유라실을 합성하는 가장 일반적인 방법은 발연 황산에서 요소와 말산을 축합시키는 것이다.
C4H4O4 + NH2CONH2 → C4H4N2O2 + 2 H2O + CO
유라실은 또한 클로로아세트산 수용액에서 티오유라실의 이중 분해에 의해 합성될 수 있다.
요소와 베타-알라닌의 반응에 의해 합성된 5,6-다이유라실의 탈수소반응은 유라실을 생성시킨다.

## 반응
유라실은 산화, 나이트로화, 알킬화를 포함하는 주기적인 반응을 쉽게 겪는다. 페놀과 차아염소산 나트륨(NaOCl)의 존재 하에서 유라실은 자외선으로 시각화시킬 수 있다. 유라실은 또한 하나 이상의 강력한 전자공여기가 존재하기 때문에 할로젠과 반응할 수 있는 능력을 가지고 있다.

유리딘의 화학 구조

유라실은 리보스와 인산과 쉽게 결합하여 체내의 합성 반응과 추가적인 반응들에 참여한다. 유라실은 유리딘, 유리딘 일인산(UMP), 유리딘 이인산(UDP), 유리딘 삼인산(UTP), 유리딘 이인산 포도당(UDP-포도당)으로 전환될 수 있다. 이들 분자 각각은 체내에서 합성되며, 특정한 기능을 가지고 있다.
유라실이 무수 하이드라진과 반응할 때, 1차 반응이 일어나고 유라실 고리가 열린다. 반응의 pH가 10.5 이상으로 증가하면, 유라실 음이온이 형성되어 반응이 훨씬 더 느리게 진행된다. 하이드라진의 양성자화 때문에 pH가 감소하면 반응이 느려진다. 유라실의 반응성은 온도가 바뀌어도 변하지 않는다.

## 이용
유라실의 체내에서의 사용은 리보스와 인산과 결합함으로써 세포 기능에 필요한 많은 효소들의 합성을 돕는 것이다. 유라실은 동물과 식물에서 반응에 대한 다른 자리 입체성 조절 인자와 조효소로 역할을 한다. UMP는 식물에서 카르바모일 인산 합성효소 및 아스파르트산 카르바모일트랜스퍼레이스를 조절하고, UDP와 UTP는 동물에서 CPSase II 활성을 필요로 한다. UDP-포도당은 탄수화물 대사 과정에서 간과 다른 조직에서 포도당이 갈락토스로 전환되는 것을 조절한다. 유라실은 또한 다당류의 생합성 및 알데하이드를 포함하고 있는 당의 운반에 관여한다. 유라실은 담배 연기에서 발견되는 많은 발암물질의 해독에도 중요하다. 유라실은 또한 칸나비노이드(THC)와 모르핀(오피오이드)과 같은 많은 약물들을 해독하는데 필요하다. 유라실은 또한 체내에 엽산이 극도로 부족한 비정상적인 경우에 암에 걸린 위험도를 약간 증가시킬 수 있다. 엽산의 결핍은 디옥시유리딘 일인산(dUMP)/디옥시티미딘 일인산(dTMP)의 비율을 증가시키고, DNA에 유라실의 잘못된 유입과 결국 DNA 생성의 감소로 이어진다.
유라실은 약물 전달체 및 의약품으로 사용될 수 있다. 플루오린이 유라실과 반응하면 5-플루오로유라실이 생성된다. 5-플루오로유라실은 핵산의 복제 과정에서 유라실로 인식되는 항암제(대사길항물질)이다. 5-플루오로유라실은 유라실과 구조가 비슷하지만, 유라실과 동일한 화학 작용을 하지 않기 때문에, RNA 복제 효소를 억제하여 RNA 합성을 차단하고 암세포의 생장을 막는다. 유라실은 또한 카페인의 합성에도 사용될 수 있다.
유라실은 미생물에 의한 토마토의 오염을 결정하는데 사용될 수 있다. 유라실의 존재는 과일의 젖산균에 의한 오염을 나타낸다. 다이아진 고리를 가지고 있는 유라실 유도체는 농약에 사용된다. 유라실 유도체들은 면화, 사탕무, 순무, 콩, 완두, 해바라기, 포도원, 베리 플랜테이션 및 과수원의 잡초를 파괴하여 항광합성 제초제로 자주 사용된다.
효모에서 유라실의 농도는 유라실 투과효소에 반비례한다.
유라실을 포함하고 있는 혼합물은 역상 고성능 액체 크로마토그래피 컬럼을 시험하기 위해 일반적으로 사용된다. 유라실은 기본적으로 비극성 고정상에 의해 유지되지 않기 때문에, 시스템의 체류 시간을 결정하는데 사용될 수 있다.

## 같이 보기
- 유리딘
- 유리딘 일인산 (UMP)
- 유리딘 이인산 (UDP)
- 유리딘 삼인산 (UTP)